# Réserve de cavalerie durant la campagne de Russie
Pour un article plus général, voir Ordre de bataille de la Grande Armée pendant la campagne de Russie.
La réserve de cavalerie est la composante montée de la Grande Armée de Napoléon Ier. Elle est dirigée par le maréchal Murat et est composée de quatre corps de cavalerie.

## 1erCorps de cavalerie
Le corps est sous le commandement du général de Nansouty.

### 1redivision de cavalerie légère
La division est sous le commandement du général Bruyère.
- Brigade Jacquinot
  - 7e régiment de hussards : colonel Eulner.
  - 9e régiment de chevau-légers : colonel Gobrecht.
- Brigade Piré
  - 8e régiment de hussards : colonel du Coetlosquet.
  - 16e régiment de chasseurs à cheval : colonel L'Huillier de la Serre Jean Baptiste
- Brigade Roussel d'Hurbal
  - 6e régiment de lanciers polonais
  - 8e régiment de lanciers polonais
  - 2e régiment de hussards prussiens : major Von Zieten.

### 1redivision de cuirassiers
La division est sous le commandement du général de Saint-Germain.
- Brigade Bruno
  - 2e régiment de cuirassiers : colonel Rolland.
- Brigade Bessières
  - 3e régiment de cuirassiers
- Brigade Queunot
  - 9e régiment de cuirassiers : colonel Murat-Sestrières.
  - 1er régiment de lanciers : chef d'escadron Dumanoir, remplacé à Moscou par le colonel Dermoncourt.

### 5edivision de cuirassiers
La division est sous le commandement du général Valence.
- Brigade Reynaud
  - 6e régiment de cuirassiers : colonel Martin.
- Brigade Dejean
  - 11e régiment de cuirassiers : colonel Duclaux.
- Brigade Lagrange
  - 12e régiment de cuirassiers
  - 5e régiment de chevau-légers : chef d'escadron Guérin.

## 2ecorps de cavalerie
Le Corps est sous le commandement du général Montbrun jusqu'à ce qu'il soit tué durant la bataille de La Moskowa.

### 2edivision de cavalerie légère
La division est sous le commandement du général Sébastiani. Il est remplacé ensuite par le général Pajol le 9 août.
- Brigade Burthe
  - 5e régiment de hussards : colonel Meuziau.
  - 9e régiment de hussards : colonel Maignet.
- Brigade Saint-Geniès
  - 11e régiment de chasseurs à cheval : colonel Désirat.
  - 12e régiment de chasseurs à cheval : colonel Ghigny.
- Brigade Subervie
  - 1er régiment de lanciers prussiens
  - 3e régiment de chasseurs de Wurtemberg
  - 10e régiment de hussards polonais.

### 2edivision de cuirassiers
La division est sous le commandement du général Wathier.
- Brigade Beaumont
  - 5e régiment de cuirassiers : colonel Christophe.
- Brigade Dornes
  - 8e régiment de cuirassiers : colonel Grandjean.
- Brigade Richter
  - 10e régiment de cuirassiers : colonel Franck.
  - 2e régiment de chevau-légers : colonel Berruyer.

### 4edivision de cuirassiers
La division est sous le commandement du général Defrance.
- Brigade Paultre de Lamotte
  - 1er régiment de carabiniers : colonel Laroche.
- Brigade Chouard
  - 2e régiment de carabiniers : colonel Blancard.
- Brigade Bouvier des Eclaz
  - 1er régiment de cuirassiers : colonel Clerc.
  - 4e régiment de chevau-légers : colonel Deschamps.

## 3eCorps de cavalerie
Le Corps est sous le commandement du général Grouchy (chef d'état-major : Jumilhac).

### 3edivision de cavalerie légère
La division est sous le commandement du général Chastel (chef d'état-major : Lacroix).
- Brigade Gautherin
  - 6e régiment de hussards : colonel Vallin.
  - 8e régiment de chasseurs à cheval : colonel Talleyrand de Périgord.
- Brigade Gérard
  - 6e régiment de chasseurs à cheval : colonel Ledard.
  - 25e régiment de chasseurs à cheval : colonel Christophe.
- Brigade Dommanget
  - 1er régiment de chevau-légers bavarois : colonel Wittgenstein
  - 2e régiment de chevau-légers bavarois : colonel Bourscheidt
  - 2e régiment de chevau-légers saxons « Prince Albrecht » : colonel Lessing
- Artillerie : Mouillet.

### 3edivision de cuirassiers
La division, détachée vers le 2e Corps, est sous le commandement du général Doumerc. Voir la composition complète de la division dans la partie 2e Corps, commandé par le maréchal Oudinot.
- Brigade Berckheim.
- Brigade L'Héritier.
- Brigade d'Oullembourg.

### 6edivision de dragons
La division est sous le commandement du général La Houssaye (chef d'état-major : Laforce).
- Brigade Thiry
  - 7e régiment de dragons : colonel de Sopransi.
  - 23e régiment de dragons : colonel Briant.
- Brigade Seron
  - 28e régiment de dragons : colonel Montmarie.
  - 30e régiment de dragons : colonel Pinteville.
- Artillerie : Reissier.

## 4ecorps de cavalerie
Le corps est sous le commandement du général Latour-Maubourg (chef d’état-major : chef d'escadron Seron).
- Artillerie : colonel Hurtig

- Administration : commissaire des guerres Dobiecki

### 4edivision de cavalerie légère
La division est sous le commandement du général Rozniecki (chef d'état-major : Szumlawski).
- 28e brigade : général Dziewanowski (en)
  - 2e régiment de lanciers (hulans) polonais (Piasecki)
  - 7e régiment de lanciers polonais (Zawadski)
  - 11e régiment de lanciers polonais (Potocki (pl))
- 29e brigade : général Turno (pl)
  - 3e régiment de lanciers polonais (Radziwiłł)
  - 15e régiment de lanciers polonais (Pac)
  - 16e régiment de lanciers polonais (Tarnowski (pl))

- Artillerie : chef d'escadron Schwerin.

### 7edivision de cuirassiers
La division est sous le commandement du général Lorge (chef d'état-major : Castel Hoyer).
- 1re brigade : général Thielmann
  - régiment de gardes du corps (Saxe), 29 officiers et 613 hommes au début de la campagne (De Leyser).
  - régiment de cuirassiers de Zastrow (Saxe), 31 officiers et 596 hommes (Trützschler).
  - 14e régiment de cuirassiers polonais, 21 officiers et 352 hommes (Matadom).
- 2e brigade : général von Lepel (de)
  - 1er régiment de cuirassiers westphaliens (Gilsa).
  - 2e régiment de cuirassiers westphaliens (Bastineler).

- Artillerie : chef d'escadron Mouillet.